# Zeke Nnaji
Ezekiel Tobechukwu „Zeke“ Nnaji (* 9. Januar 2001) ist ein US-amerikanischer Basketballspieler, der bei den Denver Nuggets der National Basketball Association (NBA) unter Vertrag steht.

## Laufbahn
Nnajis Mutter kommt aus dem US-Bundesstaat Minnesota, sein Vater stammt aus Nigeria und war Zehnkämpfer. Nnaji, der im Kindesalter ein begabter Klavierspieler war, spielte für die Schulmannschaft der Hopkins High School in Minnesota.
Zur Saison 2019/20 wechselte er an die University of Arizona und war in diesem Spieljahr mit 16,1 Punkten je Begegnung bester Korbschütze und des Weiteren bester Rebounder (8,6/Spiel) der Hochschulmannschaft. Nnaji wechselte nach einer Saison ins Profigeschäft und wurde beim NBA-Draftverfahren im November 2020 in der ersten Auswahlrunde an 22. Stelle von den Denver Nuggets aufgerufen. Mit Josh Green und Niccolò Mannion wurden im selben Jahr zwei Spieler, mit denen er gemeinsam im Aufgebot der University of Arizona stand, ebenfalls beim Draftverfahren der nordamerikanischen Liga ausgewählt.
2023 gewann Nnaji mit Denver die NBA-Meisterschaft.

## Karriere-Statistiken

### NBA

#### Hauptrunde
| Saison  | Team   | GP  | GS | MPG  | FG % | 3P % | FT % | RPG | APG | SPG | BPG | PPG |
| ------- | ------ | --- | -- | ---- | ---- | ---- | ---- | --- | --- | --- | --- | --- |
| 2020–21 | Denver | 42  | 1  | 9.5  | .481 | .407 | .800 | 1.5 | 0.2 | 0.2 | 0.1 | 3.2 |
| 2021–22 | Denver | 41  | 1  | 17.0 | .516 | .463 | .631 | 3.6 | 0.4 | 0.4 | 0.3 | 6.6 |
| 2022–23 | Denver | 53  | 5  | 13.7 | .561 | .262 | .645 | 2.6 | 0.3 | 0.3 | 0.4 | 5.2 |
| 2023–24 | Denver | 58  | 0  | 9.9  | .463 | .261 | .677 | 2.2 | 0.6 | 0.3 | 0.7 | 3.2 |
| Gesamt  | Gesamt | 194 | 7  | 12.4 | .512 | .370 | .662 | 2.5 | 0.4 | 0.3 | 0.4 | 4.5 |

#### Play-offs
| Saison  | Team   | GP | GS | MPG | FG %  | 3P %  | FT % | RPG | APG | SPG | BPG | PPG |
| ------- | ------ | -- | -- | --- | ----- | ----- | ---- | --- | --- | --- | --- | --- |
| 2020–21 | Denver | 5  | 0  | 3.6 | .500  | .429  | .500 | 0.4 | 0.4 | 0.2 | 0.0 | 2.4 |
| 2021–22 | Denver | 2  | 0  | 4.5 | 1.000 | 1.000 | —    | 0.0 | 0.0 | 0.0 | 0.0 | 1.5 |
| 2022–23 | Denver | 5  | 0  | 2.4 | .500  | .333  | —    | 0.4 | 0.0 | 0.2 | 0.0 | 1.0 |
| 2023–24 | Denver | 3  | 0  | 4.7 | .667  | —     | .500 | 0.7 | 0.0 | 0.0 | 0.3 | 1.7 |
| Gesamt  | Gesamt | 15 | 0  | 3.6 | .563  | .455  | .500 | 0.4 | 0.1 | 0.1 | 0.1 | 1.7 |